# Sanna Tidstrand
Sanna Tidstrand, född 26 juli 1985 i Malung, är en svensk speedskiåkare som sedan 20 april 2006 innehade det gällande världsrekordet för damer på 242,59 kilometer i timmen, noterat i Les Arcs. 
Den 26 mars 2016 i Vars blev hon av med rekordet till italienskan Valentina Greggio som satte ett nytt rekord med hastigheten 247,083 kilometer i timmen.